# Anlhiac
Anlhiac település Franciaországban, Dordogne megyében. Lakosainak száma 266 fő (2022. január 1.). Anlhiac Lanouaille, Cherveix-Cubas, Génis, Saint-Raphaël, Saint-Médard-d’Excideuil és Preyssac-d’Excideuil községekkel határos.

## Népesség
A település népességének változása:
| Lakosok száma | 347  | 330  | 300  | 278  | 293  | 279  | 275  | 272  | 265  | 266  |
|               | 1968 | 1982 | 1999 | 2006 | 2011 | 2015 | 2017 | 2018 | 2020 | 2022 |